# Bazilika Marijinega vnebovzetja in svetega Mohorja in Fortunata, Oglej
Bazilika Marijinega vnebovzetja in svetega Mohorja in Fortunata v Ogleju je bazilika in nekdanja stolnica Oglejskega patriarhata.
Prva cerkev je bila na tem mestu zgrajena v času cesarja Teodozija, ko je bil tu že sedež škofije, deloma na mestu predhodnih zgodnjekrščanskih cerkva.Večkrat je bila uničena in na novo postavljena, zato nosi sledove pozno romansko-gotske arhitekture. 

## Zgodovina
Oglejska bazilika ima svojo arhitekturno zgodovino v času takoj po milanskem ediktu, ki je tudi za tukajšnjo krščansko skupnost pomenil konec preganjanja in možnost gradnje prve javne sakralne stavbe, v kateri je bil tudi sedež škofije. Po uničenju te cerkve so oglejci na ostankih zgradili novo, teodorijansko, iz prve polovice 4. stoletja, nato pa makcenzijevo v 9. stoletju. Sedanja zgradba nosi vplive iz obdobja patriarha Popona, ki jo je ponovno posvetil leta 1031, zato ji pravijo tudi Poponova bazilika. Ta je bil zaslužen za ureditev apside, kjer je bil škofovski sedež. Gotski deli bazilike (šilasti loki, okrašeni kapitlji) so bili zgrajeni po potresu leta 1348, prav tako je gotsko tudi elegantno leseno odprto ostrešje iz 15. stoletja. Privzdignjeni prezbiterij, ki so ga ob koncu 15. stoletja obnovili lombardski umetniki, je prava renesančna mojstrovina. Ta prekriva kripto iz Maksencijeve dobe s pomembnimi freskami, delo bizantinskih umetnikov. V zgodnji srednji vek sodita atrij in nenavadna stavba, tako imenovana »Cerkev poganov«, ki povezuje baziliko s krstilnico iz obdobja po cesarju Teodoziju. Pri gradnji od bazilike ločenega samostoječega zvonika, visokega 73 metrov, ki ga je dal postaviti patriarh Popon, so uporabili kamne iz  mestnega rimskega amfiteatra.

## Arhitektura

### Mozaiki v baziliki
Bazilika je prava zakladnica umetnosti in zgodovinskega spomina, vendar svojo svetovno slavo dolguje predvsem starokrščanskim mozaikom, odkritim med letoma 1893 in 1912, ki so najlepši in najobsežnejši od vseh, ki so se ohranili v zahodnem svetu. Pripadali so prvemu središču svobodnega izpovedovanja vere v Ogleju, takoj po obdobju verskega preganjanja. Po izkopavanjih v začetku dvajsetega stoletja so odkrili, da sta glavna in desna ladja bazilike v veliki meri zgrajena nad prelepim mozaičnim tlakom južne Teodorjeve dvorane (avle), zato so odstranili višjeležeči sloj srednjeveškega tlaka iz rdeče-belih ploščic, ki je bil položen v času patriarha Popona. Določitev obdobja nastankov mozaikov je omogočil ohranjeni napis škofa Teodorja, nad katerim je grški kristusov monogram (prekrižani črki X in P).
Obsežna mozaična površina (750 m2) z okrasjem akantovih mladik je razdeljena na deset ornamentalnih polj, s številnimi krščanskimi simboli, tudi v podobi raznih živali in rastlin, Jezusom kot dobrim pastirjem, morskimi prizori, zgodbo preroka Jone, ki ga mornarji vržejo v morje, ter emblemom krščanske zmage. Tu so tudi razni človeški liki, ki so razvrščeni po rangu, spolu in starosti, njihovo dojemanje pa se nam kljub pomoči biblijskih in teoloških besedil še vedno izmika. 
Mozaike si lahko deloma ogledamo skozi stekleni pod v baziliki, ki je postavljen nad njimi, v višini nekdanjega srednjeveškega tlaka.
Od nekdanjega kompleksa teodorjanske stavbe je ohranjen mozaični trak južne dvorane, del tlaka povezovalne dvorane iz tolčene gline in mozaični tlak vhodnega hodnika.

## Apsida in prezbiterij
Freske v apsidi so iz prve polovice 12. stoletja in prikazujejo Mater božjo na oltarju, poleg nje pa so upodobljeni oglejski mučenciː sveta Mohor in Fortunat ter Evremija, pa tudi evangelist Marko, Hilarij in Tacijan. Tu sta tudi sarkofaga-relikvarija štirih oglejskih devic (Evremije, Doroteje, Tekle in Erazme), in sarkofag Kancijanijev, kiparsko delo iz 14. stoletja. Apsido, t.i. Tribuno magna, je s čudovitimi reliefi okrasil Bernardino iz Bissona ob koncu 15. stoletja.
Desno od sodobnega oltarja je odprtina, skozi katero so vidni ostanki mozaičnih tal južne dvorane, ki je bila postavljena na temeljih dvorane iz 5. stoletja.

## Kripta fresk
Na desni strani prezbiterija se nahaja vhod v t.i. »Kripto fresk«, katere arhitekturna zasnova sega v 9. stoletje. V njej je ohranjen ciklus fresk iz druge polovice 12. stoletja. Devetnajst obočnih stenskih slikarij (zgodbe sv. Mohorja) prikazuje začetke krščanstva v Ogleju. 

### Rotunda
Na levi strani znotraj bazilike se nahaja »Božji grob« , katerega rotunda s stožčasto streho je bila postavljena v času križarskih vojn, v 11. stoletju. Njena oblika povzema oblike Atanasis, vstajenske cerkve, ki je bila zgrajena v Jeruzalemu na kraju kristusovega groba.

## Kripta izkopavanj
V t.i. »kripti izkopavanj«, od bazilike ločeni stavbi na dvorišču, so ostanki mozaičnega tlaka severne dvorane, viden je del tlaka povezovalne dvorane, ni pa viden ostanek prvotnega baptisterija z okroglo krstilnico. Na ogled so arheološke izkopanine iz štirih zgodovinskih obdobij, na ogled so temelji rimske vile iz časa cesarja Avgusta, nad njimi pa ostanki mozaika oglejske bazilike, ki jo je leta 452 porušil hunski kralj Atila.